# خوان فرناندو كوبو
خوان فرناندو كوبو (بالإسبانية: Juan Fernando Cobo)‏ هو رسام كولومبي، ولد في 27 أغسطس 1959 في كالي في كولومبيا.
1. ↑   https://www.elpais.com.co/opinion/columnistas/nadie-es-profeta-en-su-tierra-1857.html. اطلع عليه بتاريخ 2024-12-01. {{استشهاد ويب}}: |url= بحاجة لعنوان (مساعدة) والوسيط |title= غير موجود أو فارغ (من ويكي بيانات) (مساعدة)